# Guirb-Loundogo
Pour les articles homonymes, voir Loundogo (homonymie).
Guirb-Loundogo est une localité située dans le département de Boussouma de la province du Sandbondtenga dans la régiondes (Kuilsé au Burkina Faso.

## Éducation et santé
Le centre de soins le plus proche de Guirb-Loundogo est le centre médical avec antenne chirurgicale (CMA) de Boussouma tandis que le centre hospitalier régional (CHR) se trouve à Kaya.
Guirb-Loundogo possède une école primaire publique.